# Прапор Незвиська
Пра́пор Незви́ська — офіційний символ села Незвиська, Коломийського району Івано-Франківської області, затверджений 16 липня 1998 р. рішенням Незвиської сільської ради.
Автори — Андрій Гречило та Я. Левкун.

## Опис
Квадратне полотнище розділене ламаною лінією у 4 прямокутні злами (вершини зламів розташовані на відстані 1/10 та 7/20 ширини прапора від його верхнього краю) на два поля; на нижньому синьому — біла дзвіниця, у верхньому жовтому — дві зелені конвалії з білими квітками.

## Зміст
Зображення дзвіниці сільської церкви засвідчує високу духовність мешканців Незвиська. Ламана лінія поділу щита вказує на географічне розташування села між горами. Квіти конвалії характеризують багатство навколишньої природи. Синій колір означає повноводний Дністер, а жовтий — сільське господарство (основне заняття мешканців Незвиська), а також є символом добробуту, щедрості й багатства.